# Sweetwater (Texas)
Sweetwater è un comune degli Stati Uniti d'America, situato in Texas, nella contea di Nolan, della quale è anche il capoluogo.